# LB1

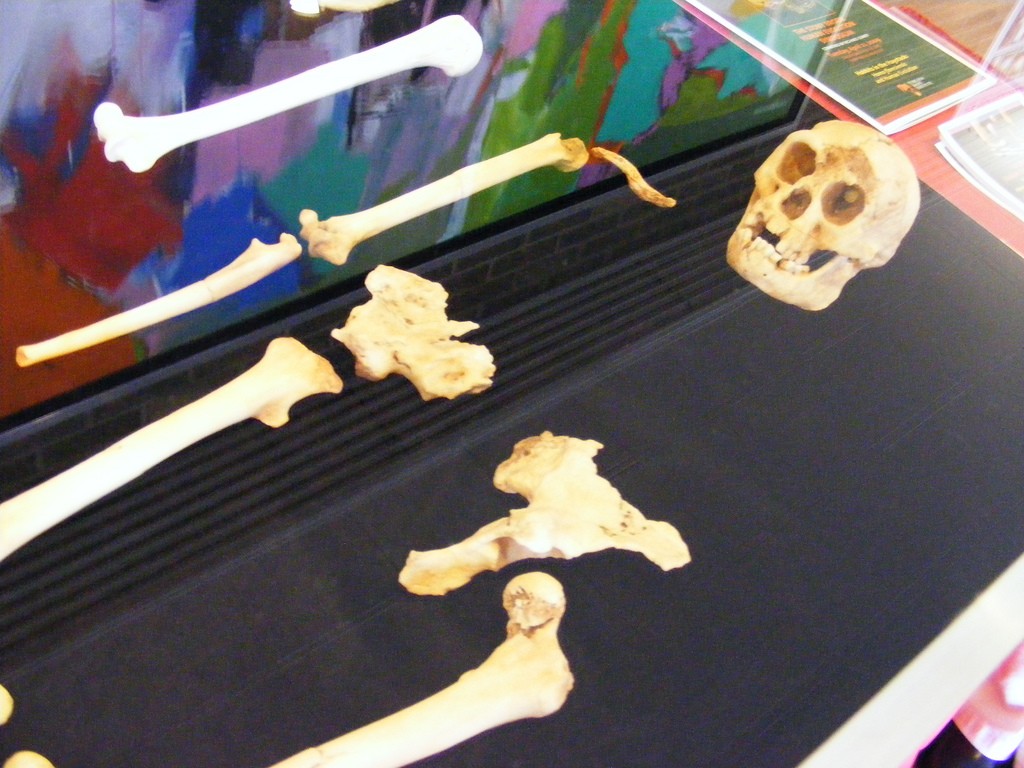
Schädel und Langknochen von LB1

LB1 ist die wissenschaftliche Bezeichnung für den Holotypus der biologischen Art Homo floresiensis. Das Fossil wurde im September 2003 während einer archäologischen Ausgrabung in der Höhle Liang Bua auf der indonesischen Insel Flores entdeckt und im Oktober 2004 in der Fachzeitschrift Nature als Typusexemplar einer weiteren Art der Gattung Homo ausgewiesen.
Das Epitheton floresiensis verweist auf die Insel Flores, den bislang einzigen Fundort von Überresten des Homo floresiensis. Die Sammlungsnummer LB1 steht für das erste hominine Fossil, das in der Höhle Liang Bua entdeckt wurde. Verwahrort der Knochen ist das Centre for Archaeology (Arkeologi Nasiona, ARKENAS) in Jakarta.

## Datierung
LB1 wurde im Grabungssektor VII in einer Tiefe von 5,90 Meter unter dem heutigen Höhlenboden entdeckt, unter einer dicken Vulkanascheschicht, für die radiometrisch ein Alter von 13.100 Jahren ermittelt wurde. Mit Hilfe der kalibrierten Beschleuniger-Massenspektrometrie wurde für LB1 im Jahr 2004  ein Alter von 18.000 Jahren publiziert; dieser Befund wurde gestützt durch eine unabhängig von ihm durchgeführte Thermolumineszenzdatierung, die ein Alter von 35.000 ± 4000 bis 14.000 ± 2000 Jahre ergab.
Untersuchungsergebnisse aus dem Jahr 2016 stellen die anfängliche Datierung der Funde des Homo floresiensis jedoch in Frage. Demnach hatte sich der Höhlenboden durch Erosion verändert, so dass Holzkohlenreste, die zunächst zur Datierung herangezogen worden waren, jünger sind als die unmittelbar benachbarten Fundstücke des Homo floresiensis. Mit Hilfe insbesondere der Argon-Argon-Datierung und der Thermolumineszenzdatierung wurden die Überreste von Homo floresiensis in die Zeit zwischen 100.000 und 60.000 Jahren vor heute datiert; ihm zugeordnete Artefakte sind demnach zwischen 190.000 und 50.000 Jahre alt.

## Fundbeschreibung

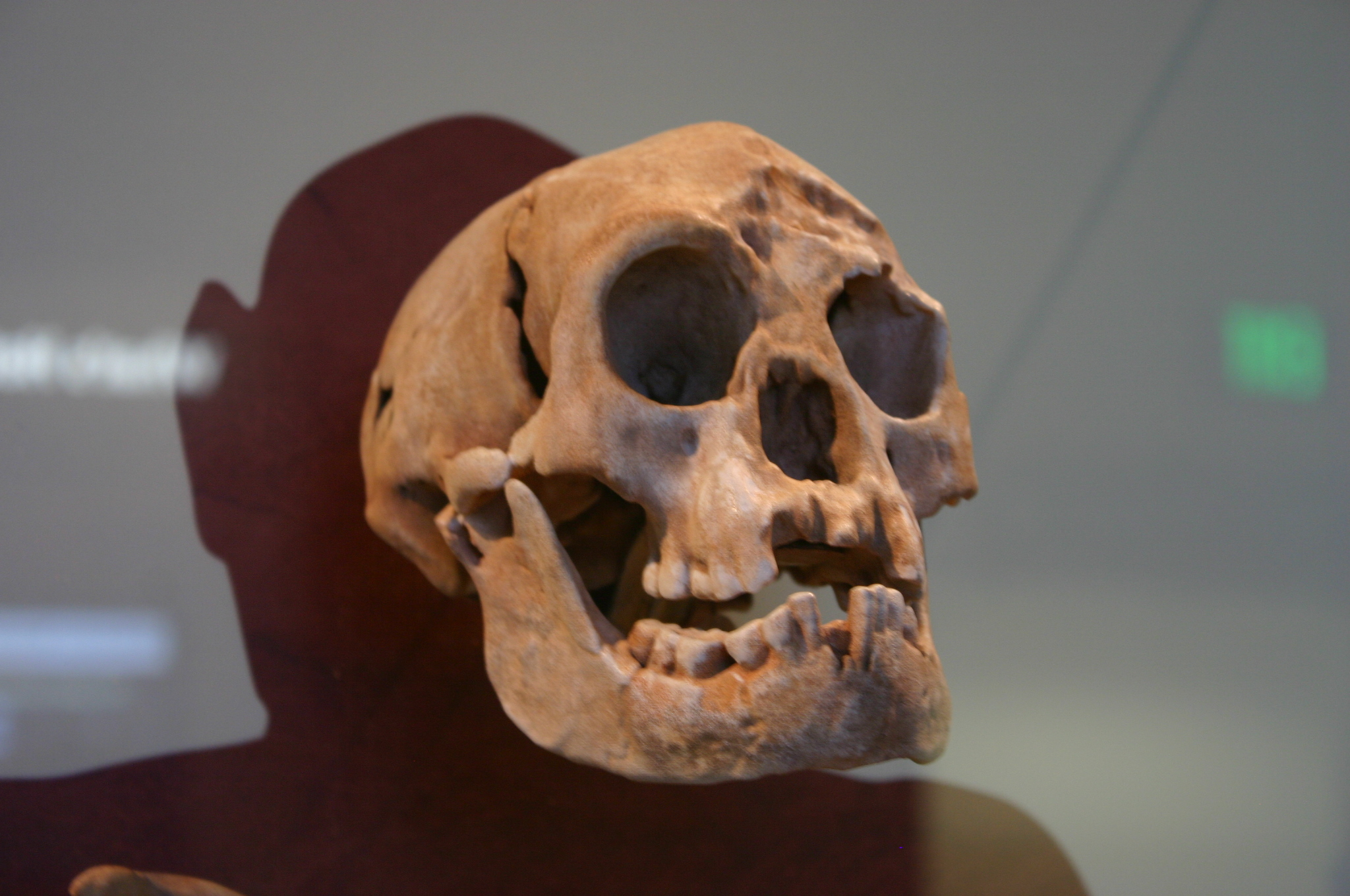
Schädel und Unterkiefer von LB1 (Kopie)

Beim Fossil LB1 handelt es sich um ein teilweise erhaltenes Skelett, von dem laut Erstbeschreibung vom Oktober 2004 der vollständig erhaltene Schädel (Sammlungsnummer: LB1/1) mit zugehörigem Unterkiefer geborgen wurde, dazu die Röhrenknochen der Beine (zwei Oberschenkelknochen, zwei Schienbeine, zwei Wadenbeine) sowie zwei Kniescheiben, ferner einige Hand- und Fußknochen, Fragmente der Wirbel und des Kreuzbeins, der Rippen, der Schulterblätter, der Schlüsselbeine und des Beckens; vom Bau des Beckens wurde abgeleitet, dass es vermutlich von einem weiblichen Individuum stammt.
Aus den Knochen wurde gefolgert, dass es sich bei dem Fossil um ein zu Lebzeiten kleinwüchsiges, aufrecht gehendes Individuum gehandelt hat, dessen geringe Körpergröße und ein Schädelinnenvolumen von nur 380 cm³ vergleichbar, aber kleiner waren als bei Australopithecus afarensis; jedoch bezeugen die Kauwerkzeuge (Bezahnung und Kiefer) keine der bei Australopithecus und Paranthropus vorhandenen Anpassungen. Stattdessen ähneln diverse Merkmale und die Proportionen der Schädelknochen sowie die meisten Zähne des Unterkiefers den Merkmalen von Homo erectus; das Schädeldach ist allerdings auch im Vergleich mit den Funden von Homo erectus, Homo ergaster und den homininen Fossilien von Dmanissi extrem klein. Ähnliches gilt für die erhalten gebliebenen Röhrenknochen: die Oberschenkelknochen unterschreiten mit maximal 280 Millimeter Länge die Maße des kleinsten von Australopithecus afarensis bekannten Oberschenkelknochens (der zu „Lucy“ gehört und 281 mm lang ist) und auch die Untergrenze des Schätzwertes für das Fossil OH 62 von Homo habilis. Die Größe des Schienbeins entspricht derjenigen eines Schimpansen. Im Jahr 2005 wurden zusätzlich die erst 2004 entdeckten Armknochen von LB1 beschrieben, die in einer weiteren, 2009 publizierten Studie als ungewöhnlich lang – an Australopithecus erinnernd –  und als nicht vergleichbar mit den Knochen von gesunden oder krankhaft veränderten modernen Menschen interpretiert wurden.
Da es für die Rekonstruktion der Körpergröße von LB1 keine fossilen Vergleichswerte gibt, liegen der Erstbeschreibung die Proportionen heute lebender Pygmäen zugrunde. Daraus wurde eine Körperhöhe von 106 Zentimeter abgeleitet. Doch wegen der geringen Schädelgröße gilt  diese Berechnung als vermutlich zu groß.  Für das Körpergewicht sind mit Verweis auf die anatomischen Gegebenheiten bei Pygmäen 16 bis 28,7 Kilogramm ermittelt worden. Würde man hingegen die Querschnittsfläche in der Mitte des Oberschenkelknochen zugrunde legen (die im Verhältnis zur Länge des Knochens erheblich größer ist als beim modernen Menschen), käme man auf ein Gewicht von 36 Kilogramm.
Das Gehirngewicht betrug, abgeleitet vom Volumen des Schädelinnenraums, 433 Gramm. Aus den Schätzwerten für Körper- und Gehirngewicht wurde ein Enzephalisationsquotient von 2,5 bis 4,6 berechnet, was der Situation bei Homo erectus (3,3 bis 4,4) und Homo habilis (3,6 bis 4,3) entspricht, nicht aber vergleichbar ist mit Homo sapiens (5,8 bis 8,1).
Aufgrund der einzigartigen Kombination von Merkmalen (Schädelinnenvolumen und Körpergröße ähnlich wie bei den Australopithecina, zahlreiche weitere anatomische Merkmale ähnlich wie bei frühen Vertretern der Gattung Homo), des Fehlens von Merkmalen infolge einer etwaigen Hormonstörung bei Homo sapiens (IGF-1-Mangel, hypohysärer Kleinwuchs, Mikrozephalie) und des Fundortes auf einer auch während aller Eiszeiten von Wasser umgebenen Insel wurde als wahrscheinlichste Erklärung für das Erscheinungsbild von LB1 eine Inselverzwergung postuliert, abstammend von größeren Individuen der Gattung Homo aus dem Pleistozän. Unter Verweis auf Studien von Philip Rightmire zur Ausbreitung der Gattung Homo im Altpleistozän wurde als Vorfahre am ehesten Homo erectus in Betracht gezogen. Nach einer detaillierten Studie über die morphologischen Besonderheiten des Schädel, publiziert 2011, gilt die stammesgeschichtliche Herleitung der Flores-Fossilien von Homo erectus (genauer: von den Java-Menschen) erneut als am wahrscheinlichsten.

## Belege
1. ↑  Peter Brown et al.: A new small-bodied hominin from the Late Pleistocene of Flores, Indonesia. In: Nature. Band 431, 2004, S. 1055–1061, doi:10.1038/nature02999
2. ↑  Mike J. Morwood et al.: Archaeology and age of a new hominin from Flores in eastern Indonesia. In: Nature. Band 431, 2004, S. 1087–1091, doi:10.1038/nature02956
3. ↑  Thomas Sutikna et al.: Revised stratigraphy and chronology for Homo floresiensis at Liang Bua in Indonesia. In: Nature. Online-Vorabveröffentlichung vom 30. März 2016, doi:10.1038/nature17179
4. ↑  Homo floresiensis: So alt ist der Hobbit wirklich. Auf: focus.de vom 31. März 2016
5. ↑  Mike J. Morwood et al.: Further evidence for small-bodied hominins from the Late Pleistocene of Flores, Indonesia. In: Nature. Band 437, 2005, S. 1012–1017, doi:10.1038/nature04022
6. ↑  S. G. Larson et al.: Descriptions of the upper limb skeleton of Homo floresiensis. In: Journal of Human Evolution. Band 57, Nr. 5, 2009, S. 555–570, doi:10.1016/j.jhevol.2008.06.007
7. ↑  Gary J. Sawyer, Viktor Deak: Der lange Weg zum Menschen. Lebensbilder aus 7 Millionen Jahren Evolution. Spektrum Akademischer Verlag, Heidelberg, 2008, S. 132
8. ↑  G. Philip Rightmire: Teil 6: Schluss. Die Verwandtschaftsbeziehung von Homo erectus zu jüngeren mittelpleistozänen Hominiden. In: 100 Jahre Pithecanthropus. Das Homo erectus Problem. In: Courier Forschungsinstitut Senckenberg. Nr. 171, Frankfurt a. M. 1994, S. 319–326, ISSN 0341-4116
9. ↑  Yousuke Kaifu et al.: Craniofacial morphology of Homo floresiensis: Description, taxonomic affinities, and evolutionary implication. In: Journal of Human Evolution. Band 61, Nr. 6, 2011, S. 644–682, doi:10.1016/j.jhevol.2011.08.008